# San Marzano sul Sarno
San Marzano sul Sarno ist eine italienische Gemeinde mit 10.207 Einwohnern (Stand 31. Dezember 2023) in der Provinz Salerno in der Region Kampanien.

## Geografie
Die Nachbargemeinden sind Angri, Pagani, San Valentino Torio, Sant’Egidio del Monte Albino und Scafati. Ein weiterer Ortsteil ist Nessuna.